# Merville (Haute-Garonne)
Pour les articles homonymes, voir Merville.
Merville (Mervila en occitan) est une commune française située dans le nord du département de la Haute-Garonne, en région Occitanie.
Sur le plan historique et culturel, la commune est dans le Pays toulousain, qui s’étend autour de Toulouse le long de la vallée de la Garonne, bordé à l’ouest par les coteaux du Savès, à l’est par ceux du Lauragais et au sud par ceux de la vallée de l’ Ariège et du Volvestre. Exposée à un climat océanique altéré, elle est drainée par la Garonne, la Save, le ruisseau de la Capelette, le ruisseau de Ribarot et par divers autres petits cours d'eau. La commune possède un patrimoine naturel remarquable : un site Natura 2000 (« Garonne, Ariège, Hers, Salat, Pique et Neste »), deux espaces protégés (le « cours inférieur de la Garonne » et le « Ramier de Bigorre ») et trois zones naturelles d'intérêt écologique, faunistique et floristique.
Merville est une commune rurale qui compte 6 640 habitants en 2022, après avoir connu une forte hausse de la population depuis 1975. Elle appartient à l'unité urbaine de Merville et fait partie de l'aire d'attraction de Toulouse. Ses habitants sont appelés les Mervillois ou  Mervilloises.
Le patrimoine architectural de la commune comprend deux  immeubles protégés au titre des monuments historiques : le château, classé en 1987, et le château de Beillard, inscrit en 1992.

## Géographie

### Localisation
La commune de Merville se trouve dans le département de la Haute-Garonne, en région Occitanie.
Elle se situe à 18 km à vol d'oiseau de Toulouse, préfecture du département, et à 15 km de Léguevin, bureau centralisateur du canton de Léguevin dont dépend la commune depuis 2015 pour les élections départementales.
La commune fait en outre partie du bassin de vie de Toulouse.
Les communes les plus proches sont : 
Daux (3,8 km), Aussonne (4,5 km), Seilh (5,4 km), Grenade (5,6 km), Mondonville (5,7 km), Larra (5,7 km), Saint-Jory (6,2 km), Saint-Paul-sur-Save (6,3 km).
Sur le plan historique et culturel, Merville fait partie du pays toulousain, une ceinture de plaines fertiles entrecoupées de bosquets d'arbres, aux molles collines semées de fermes en briques roses, inéluctablement grignotée par l'urbanisme des banlieues.
Merville est limitrophe de sept autres communes.
Les communes limitrophes sont Grenade, Larra, Montaigut-sur-Save, Daux, Aussonne, Seilh, Gagnac-sur-Garonne et Saint-Jory.
| Larra              | Grenade  |                           |
| Montaigut-sur-Save | Merville | La Garonne Saint-Jory     |
| Daux               | Aussonne | Gagnac-sur-Garonne, Seilh |

La Garonne sépare la commune de celles de Gagnac-sur-Garonne et Saint-Jory, en rive droite.

### Géologie et relief
La superficie de la commune est de 3 068 hectares ; son altitude varie de 105  à   179 mètres.
Elle se trouve sur un plateau entre la Save et la Garonne.

### Hydrographie

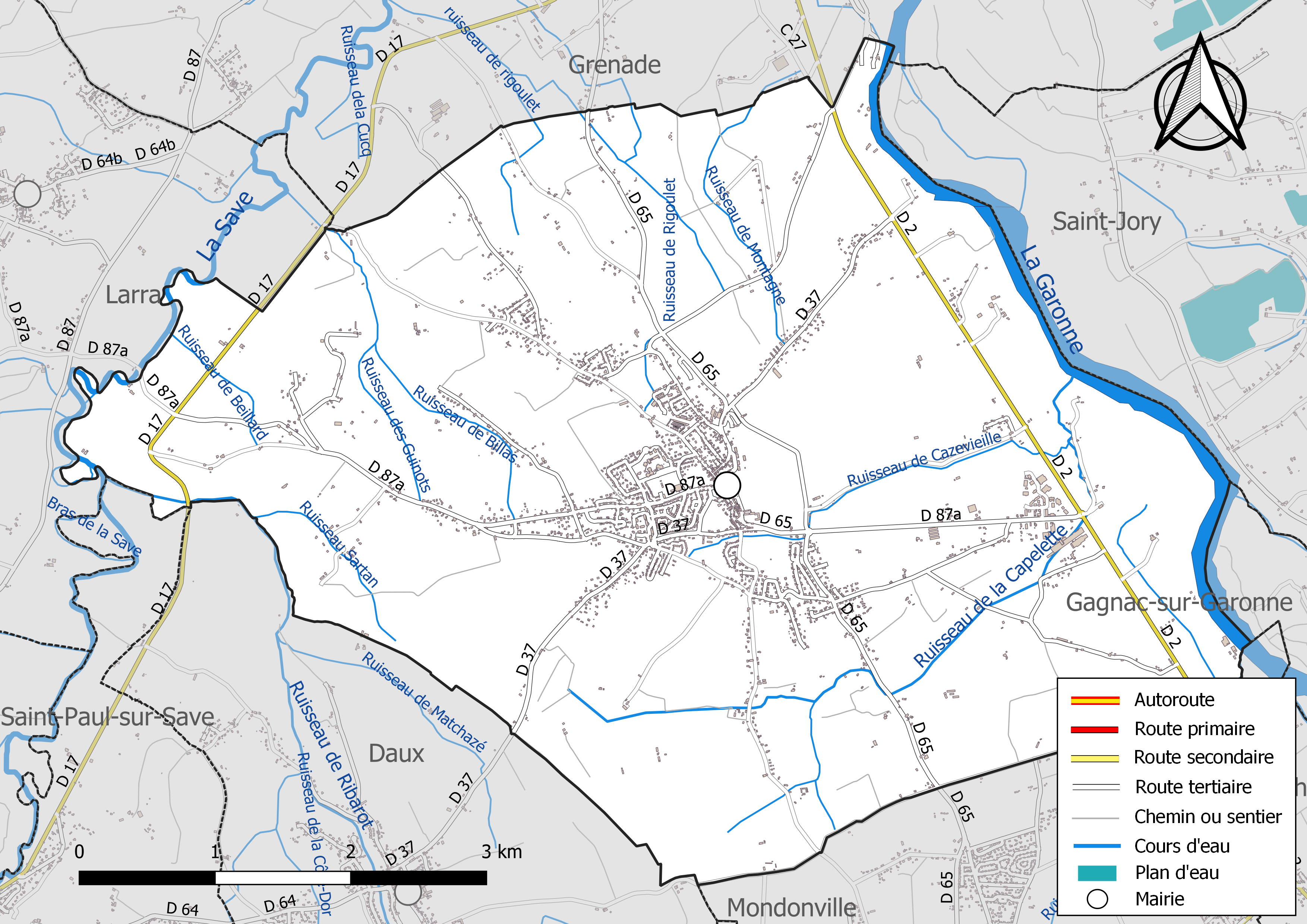
Réseaux hydrographique et routier de Merville.

La commune est dans le bassin de la Garonne, au sein du bassin hydrographique Adour-Garonne. Elle est drainée par la Garonne, la Save, le ruisseau de la Capelette, le ruisseau de Ribarot, un bras de la Save, un bras de la Save, le ruisseau de Beillard, le ruisseau de Billas, le ruisseau de Cazevieille, le ruisseau de Marianne, le ruisseau de Montagne, le ruisseau de rigoulet, le ruisseau de Rigoulet, le ruisseau des Fourclins, et par divers petits cours d'eau, constituant un réseau hydrographique de 35 km de longueur totale,.
La Garonne est un fleuve principalement français prenant sa source en Espagne et qui coule sur 529 km avant de se jeter dans l’océan Atlantique.
La Save, d'une longueur totale de 143 km, prend sa source dans la commune de Lannemezan (65) et s'écoule du sud-ouest vers le nord-est. Elle traverse la commune et se jette dans la Garonne à Grenade, après avoir traversé 46 communes.

### Climat
Pour des articles plus généraux, voir Climat de l'Occitanie et Climat de la Haute-Garonne.
En 2010, le climat de la commune est de type climat du Bassin du Sud-Ouest, selon une étude s'appuyant sur une série de données couvrant la période 1971-2000. En 2020, Météo-France publie une typologie des climats de la France métropolitaine dans laquelle la commune est exposée à un climat océanique altéré et est dans la région climatique Aquitaine, Gascogne, caractérisée par une pluviométrie abondante au printemps, modérée en automne, un faible ensoleillement au printemps, un été chaud (19,5 °C), des vents faibles, des brouillards fréquents en automne et en hiver et des orages fréquents en été (15 à 20 jours).
Pour la période 1971-2000, la température annuelle moyenne est de 13,4 °C, avec une amplitude thermique annuelle de 15,9 °C. Le cumul annuel moyen de précipitations est de 699 mm, avec 9 jours de précipitations en janvier et 5,5 jours en juillet. Pour la période 1991-2020, la température moyenne annuelle observée sur la station météorologique la plus proche, située sur la commune de Blagnac à 12 km à vol d'oiseau, est de 14,2 °C et le cumul annuel moyen de précipitations est de 627,0 mm,. Pour l'avenir, les paramètres climatiques de la commune estimés pour 2050 selon différents scénarios d’émission de gaz à effet de serre sont consultables sur un site dédié publié par Météo-France en novembre 2022.

### Milieux naturels et biodiversité

#### Espaces protégés
La protection réglementaire est le mode d’intervention le plus fort pour préserver des espaces naturels remarquables et leur biodiversité associée,.
Deux espaces protégés sont présents sur la commune : 
- le « cours inférieur de la Garonne », objet d'un arrêté de protection de biotope, d'une superficie de 452,7 ha[19] ;
- le « Ramier de Bigorre », objet d'un arrêté de protection de biotope, d'une superficie de 119,5 ha[20].

#### Réseau Natura 2000

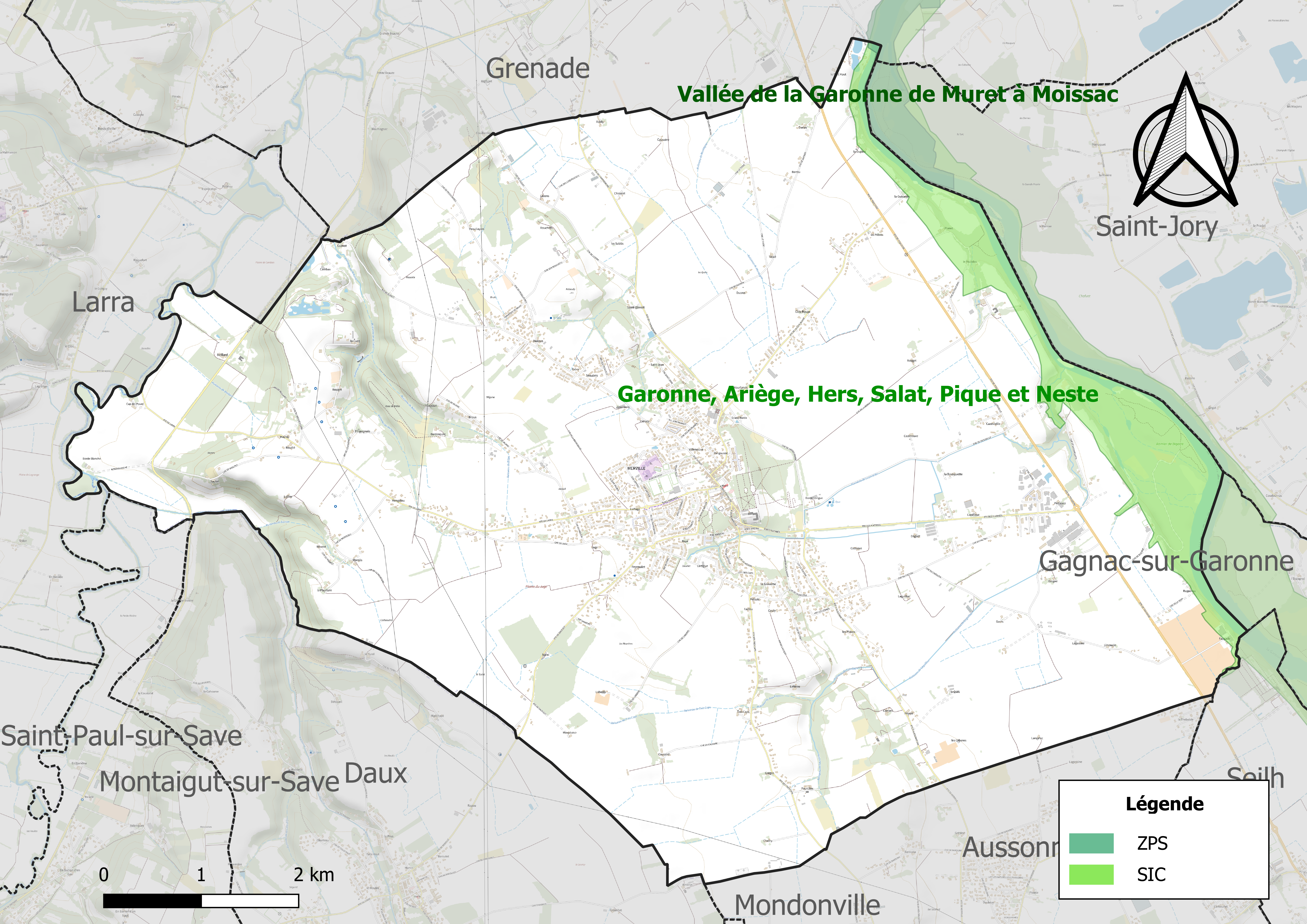
Site Natura 2000 sur le territoire communal.

Le réseau Natura 2000 est un réseau écologique européen de sites naturels d'intérêt écologique élaboré à partir des directives habitats et oiseaux, constitué de zones spéciales de conservation (ZSC) et de zones de protection spéciale (ZPS).
Un site Natura 2000 a été défini sur la commune au titre de la directive habitats : « Garonne, Ariège, Hers, Salat, Pique et Neste », d'une superficie de 9 581 ha, un réseau hydrographique pour les poissons migrateurs (zones de frayères actives et potentielles importantes pour le Saumon en particulier qui fait l'objet d'alevinages réguliers et dont des adultes atteignent déjà Foix sur l'Ariège.

#### Zones naturelles d'intérêt écologique, faunistique et floristique

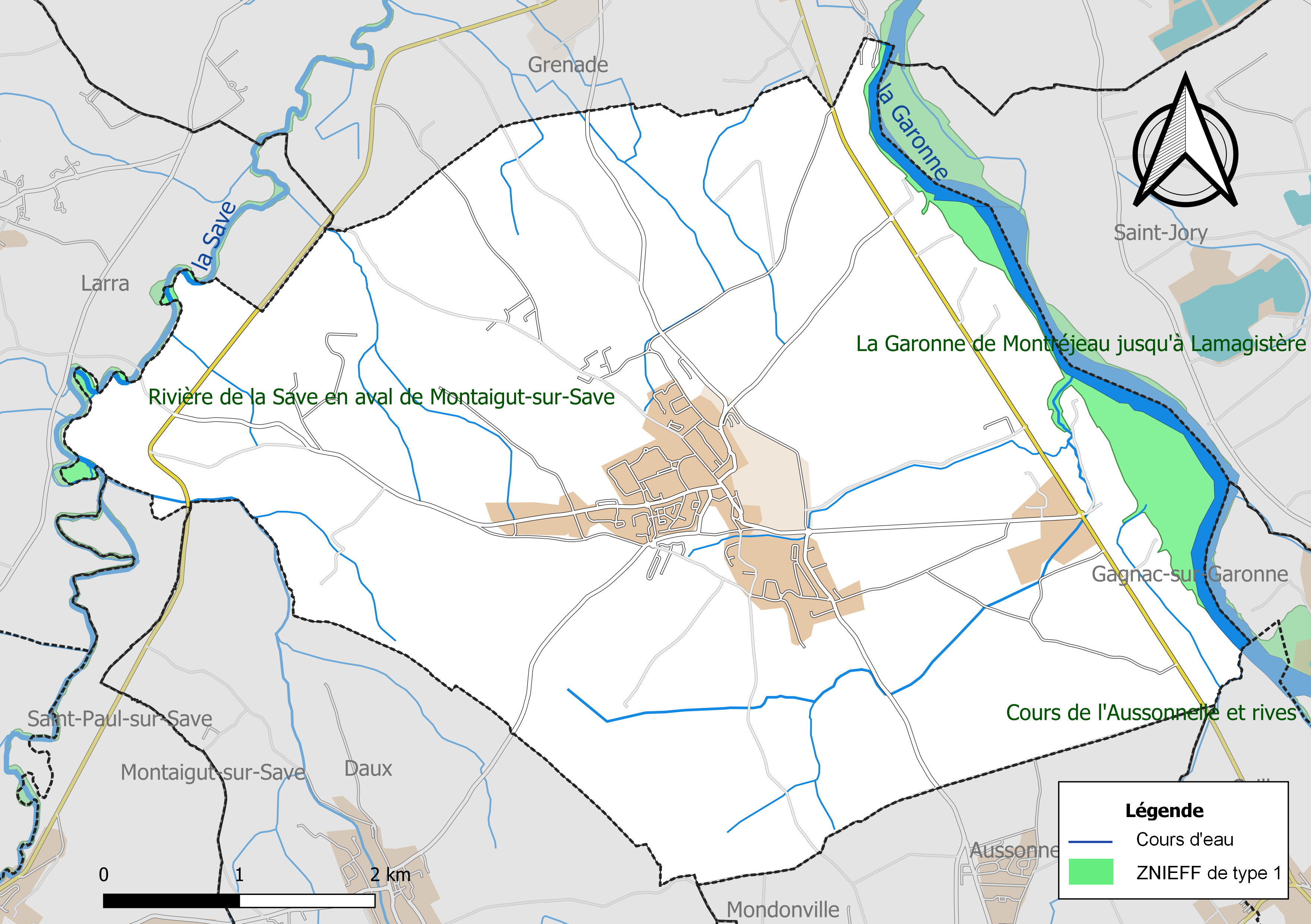
Carte des ZNIEFF de type 1 localisées sur la commune.

L’inventaire des zones naturelles d'intérêt écologique, faunistique et floristique (ZNIEFF) a pour objectif de réaliser une couverture des zones les plus intéressantes sur le plan écologique, essentiellement dans la perspective d’améliorer la connaissance du patrimoine naturel national et de fournir aux différents décideurs un outil d’aide à la prise en compte de l’environnement dans l’aménagement du territoire.
Deux ZNIEFF de type 1 sont recensées sur la commune :
« la Garonne de Montréjeau jusqu'à Lamagistère » (5 075 ha), couvrant 92 communes dont 63 dans la Haute-Garonne, trois en Lot-et-Garonne et 26 en Tarn-et-Garonne et 
la « rivière de la Save en aval de Montaigut-sur-Save » (94 ha), couvrant 6 communes dont cinq dans la Haute-Garonne et une en Tarn-et-Garonne
et une ZNIEFF de type 2, : 
« la Garonne et milieux riverains, en aval de Montréjeau » (6 874 ha), couvrant 93 communes dont 64 dans la Haute-Garonne, trois en Lot-et-Garonne et 26 en Tarn-et-Garonne.

## Urbanisme

### Typologie
Au 1er janvier 2024, Merville est catégorisée bourg rural, selon la nouvelle grille communale de densité à sept niveaux définie par l'Insee en 2022.
Elle appartient à l'unité urbaine de Merville, une unité urbaine monocommunale constituant une ville isolée,. Par ailleurs la commune fait partie de l'aire d'attraction de Toulouse, dont elle est une commune de la couronne,. Cette aire, qui regroupe 527 communes, est catégorisée dans les aires de 700 000 habitants ou plus (hors Paris),.

### Occupation des sols

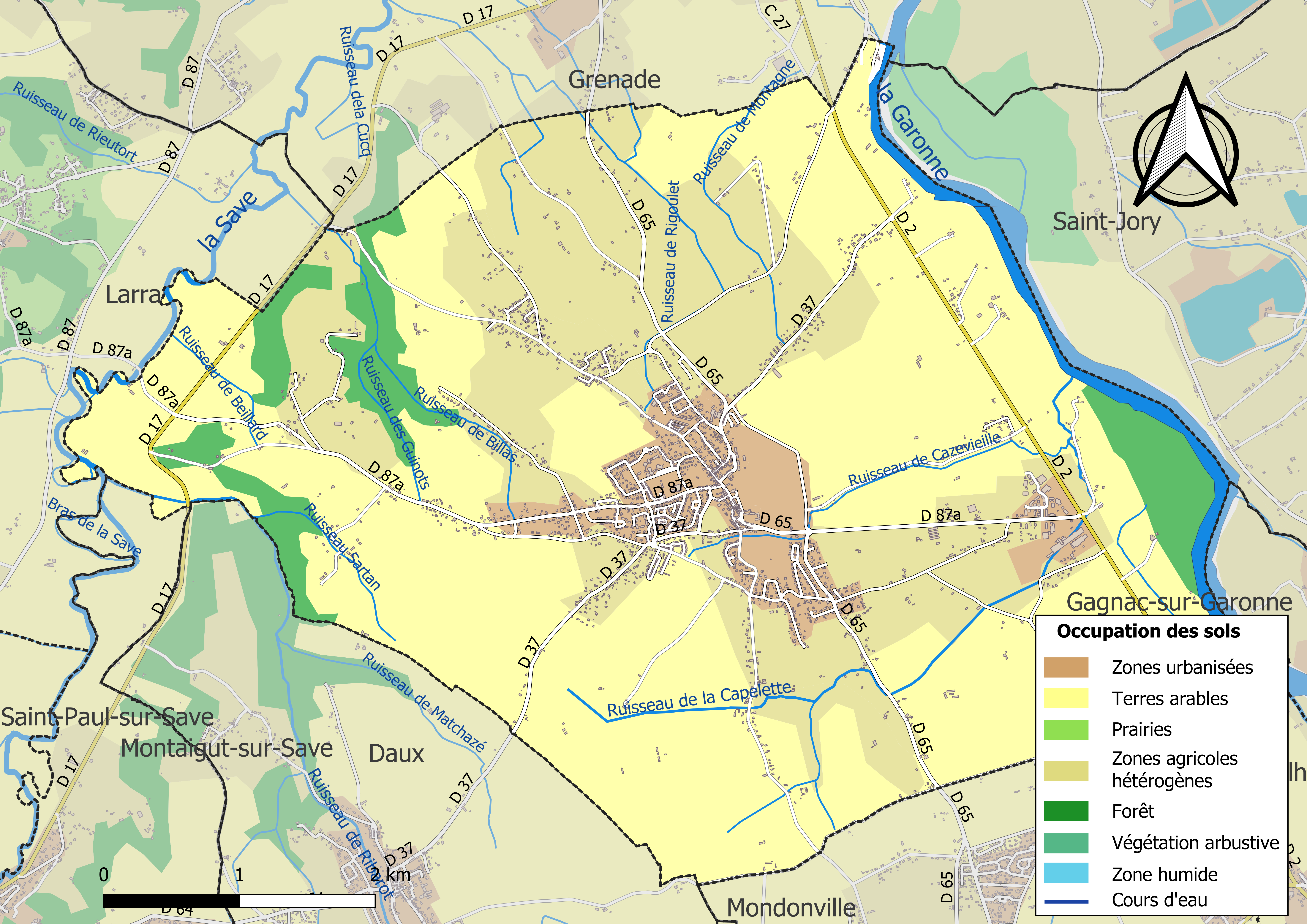
Carte des infrastructures et de l'occupation des sols de la commune en 2018 (CLC).

L'occupation des sols de la commune, telle qu'elle ressort de la base de données européenne d’occupation biophysique des sols Corine Land Cover (CLC), est marquée par l'importance des territoires agricoles (82,3 % en 2018), en diminution par rapport à 1990 (89,1 %). La répartition détaillée en 2018 est la suivante : 
terres arables (56,9 %), zones agricoles hétérogènes (25,4 %), zones urbanisées (8,2 %), forêts (6,3 %), espaces verts artificialisés, non agricoles (1,3 %), eaux continentales (1,1 %), zones industrielles ou commerciales et réseaux de communication (0,9 %). L'évolution de l’occupation des sols de la commune et de ses infrastructures peut être observée sur les différentes représentations cartographiques du territoire : la carte de Cassini (XVIIIe siècle), la carte d'état-major (1820-1866) et les cartes ou photos aériennes de l'IGN pour la période actuelle (1950 à aujourd'hui).

### Voies de communication et transports
La ligne 362 du réseau Arc-en-Ciel relie la commune à la gare routière de Toulouse depuis Larra, et la ligne 388 relie la commune à Blagnac, la station Basso Cambo du métro de Toulouse ou à la gare routière de Toulouse depuis Grenade.
- Par le train : en gare de Castelnau-d'Estrétefonds par TER Occitanie sur la ligne de Bordeaux à Sète.
- Par l'avion : l'aéroport de Toulouse-Blagnac.

### Risques majeurs
Le territoire de la commune de Merville est vulnérable à différents aléas naturels : météorologiques (tempête, orage, neige, grand froid, canicule ou sécheresse), inondations et séisme (sismicité très faible). Il est également exposé à un risque technologique, la rupture d'un barrage. Un site publié par le BRGM permet d'évaluer simplement et rapidement les risques d'un bien localisé soit par son adresse soit par le numéro de sa parcelle.

#### Risques naturels
Certaines parties du territoire communal sont susceptibles d’être affectées par le risque d’inondation par débordement de cours d'eau, notamment la Save. La commune a été reconnue en état de catastrophe naturelle au titre des dommages causés par les inondations et coulées de boue survenues en 1982, 1999, 2000, 2009, 2018 et 2022,.

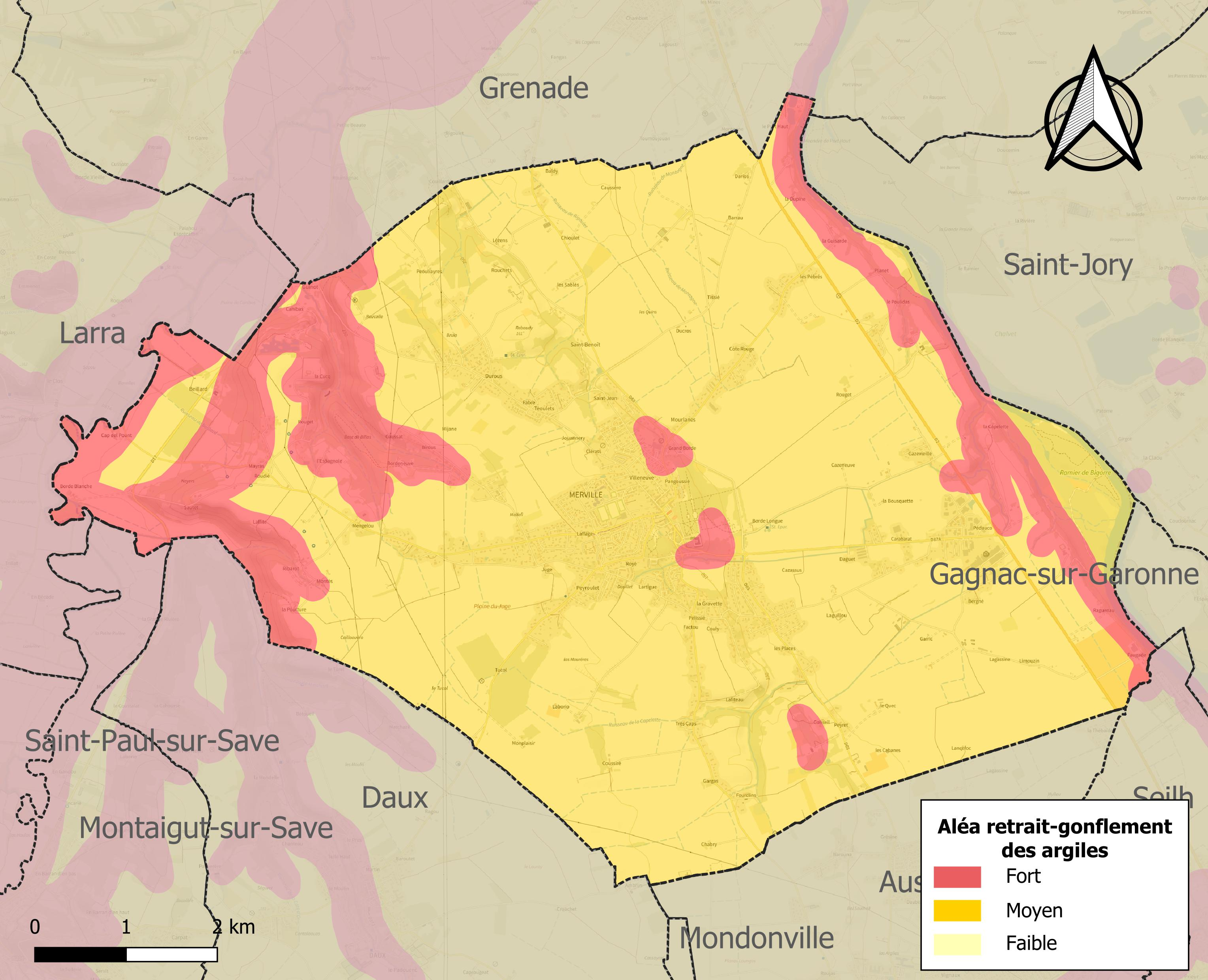
Carte des zones d'aléa retrait-gonflement des sols argileux de Merville.

Le retrait-gonflement des sols argileux est susceptible d'engendrer des dommages importants aux bâtiments en cas d’alternance de périodes de sécheresse et de pluie. La totalité de la commune est en aléa moyen ou fort (88,8 % au niveau départemental et 48,5 % au niveau national). Sur les 1 808 bâtiments dénombrés sur la commune en 2019, 1 808 sont en aléa moyen ou fort, soit 100 %, à comparer aux 98 % au niveau départemental et 54 % au niveau national. Une cartographie de l'exposition du territoire national au retrait gonflement des sols argileux est disponible sur le site du BRGM,.
Par ailleurs, afin de mieux appréhender le risque d’affaissement de terrain, l'inventaire national des cavités souterraines permet de localiser celles situées sur la commune.
Concernant les mouvements de terrains, la commune a été reconnue en état de catastrophe naturelle au titre des dommages causés par la sécheresse en 1990, 2000, 2003, 2012, 2016 et 2020 et par des mouvements de terrain en 1999.

#### Risques technologiques
La commune est en outre située en aval du barrage de Cap de Long sur la Neste de Couplan (département des Hautes-Pyrénées). À ce titre elle est susceptible d’être touchée par l’onde de submersion consécutive à la rupture de cet ouvrage.

## Toponymie
Le nom de la localité est attesté sous les formes Homerville en 1397, Omerville, puis Merville (par aphérèse).
Il s'agit d'une formation toponymique mérovingienne ou carolingiennne en -ville au sens ancien de « domaine rural » et précédé comme dans la plupart des cas d'un nom de personne germanique. Ernest Nègre cite Otmerius (comprendre Otmar).
Homonymie fortuite avec les autres Merville, qui sont composés d'un autre nom de personne germanique.

## Histoire

### Les 3 communautés
Merville était à l'origine divisé en trois communautés :
- la vaste communauté de Mayras, située sur le plateau, dont le Fort dominait toute la vallée de la Save. De nombreuses poteries d'origines gallo-romaines refont surface dès que l'on laboure ces champs. Un sarcophage wisigoth et d'autres vestiges de haut Moyen Âge ont même été retrouvés dans cette zone. Une église, dont nous ne savons rien, se trouvait autrefois à cet endroit ;
- la communauté d'Homerville, qui se situe un peu plus au sud que le centre actuel du village, où devait se trouver la villa d'Otmerius (maison, bâtiments, terres, biens du propriétaire). C'est là que se trouvait la première église du village, dédiée à saint Saturnin ;
- la communauté de Fourclens, dans la direction d'Aussonne, où se trouvait autrefois une église, dédiée à san Salvadour. De ce point du plateau, on domine toute la vallée de la Garonne.

Pendant le Moyen Âge, ces trois communautés se seraient rapprochées pour former une communauté unique, celle de Merville.

### L'abbaye de Notre-Dame-de-la-Capelle
La présence de nombreuses églises à Merville, ainsi que la présence de l'abbaye de Notre-Dame-de-la-Capelle, témoignent de l'importance des institutions religieuses à Merville.
En 1143, Bertrand Jourdain de l'Isle fit don de ses terrains, situés au bord de la Garonne à Merville, à l'ordre des chanoines réguliers de Prémontrés pour qu'ils y fondent un monastère. La communauté religieuse était riche et prospère : elle vivait d'agriculture, de viticulture, de location de terres dans un endroit calme et apaisant, où saint Dominique se rendit souvent. La communauté dut affronter le catharisme.
En 1570, le monastère fut complètement détruit et brulé par le sire de Montgomery et les moines furent tués. Certains moines, qui échappèrent à l'assaut, redonnèrent un nouvel essor à l'abbaye au début du XVIIe siècle. En 1791, après la Révolution, la loi interdit les vœux monastiques et c'est la fin de l'abbaye de la Capelle. Ses biens furent revendus. Aujourd'hui, le puits du Moyen Âge et la chapelle saint Dominique rappellent l'histoire de l'abbaye.

### Le Moyen Âge à Merville
Le toponyme de Merville apparait pour la première fois dans le Saisimentum comitatus tholosani, texte qui sanctionne le passage du comté de Toulouse, sous l'autorité du roi de France, en 1271.
La documentation concernant le premier village médiéval est très rare. Il se situait plus au sud de l'actuel village, autour d'une église, dédiée à saint Saturnin, et de son cimetière, qui se trouvait dans l'actuel bois de Bayler. La population s'était installée tout autour de ce centre religieux.
En 1349, pendant la guerre de Cent Ans, le village fut détruit par les Anglais, qui tentaient d'envahir Toulouse. Devant les ruines du village encore fumantes, on prit la décision de le reconstruire entièrement plus au nord.
Pour dominer la vallée de la Garonne, le nouveau village, entouré d'un profond fossé et d'une large muraille, fut construit au sommet du plateau, à l'emplacement actuel du château. On construisit une nouvelle église en 1370 dans le Fort, dédiée comme la précédente à saint Saturnin. L'ancienne église, qui avait résisté aux assauts anglais, fut démolie.
Il y avait à l'intérieur du Fort, une cinquantaine de maisons de propriétaires différents, quatre rues (La grande rue, la rue de l'église, la rue du Four et la rue traversière), le four, la forge, une place avec un puits au milieu et deux châteaux seigneuriaux (maisons fortifiées). La population s'installa tout autour de ce Fort.
Plusieurs familles seigneuriales se succéderont à Merville : celle de Jourdain de l'Isle, celle de Pérusse des Cars, de Chalvet-Rochemonteix, de La Fîte-Pelleport et de Villèle,.

### Les grandes reconstructions duXVIIIesiècle
Le marquis Henri-Auguste de Chalvet-Rochemonteix acquiert en 1734 la seigneurie de Merville. Un peu à l'étroit dans le château de ses ancêtres, et enclin à une ambition démesurée, il récupère des terrains du Fort, fait des échanges, achète des maisons. Il réussit à acquérir la totalité de l'enceinte fortifiée, qu'il rasera pour construire un château.
Il bouleverse complètement l'aspect du village, détruisant entièrement toute trace de l'ancien village. Il ne conservera que l'église du fort, qui brulera accidentellement en 1807. Les constructions du château ont lieu de 1743 à 1759. Plus tard, un parc de buis est construit pour agrémenter le bâtiment avec un labyrinthe. Il est aujourd'hui encore debout, classé Monument historique du pur XVIIIe.
La construction de l'église actuelle, dédiée à saint Saturnin, fut commencée en 1825. Cinq ans plus tard, on inaugurait la nouvelle église,,.

### Héraldique
| Merville | Son blasonnement est : D'azur à la mer d'argent, sur laquelle est bâtie une ville de gueules, maçonnée de sable. |

## Politique et administration

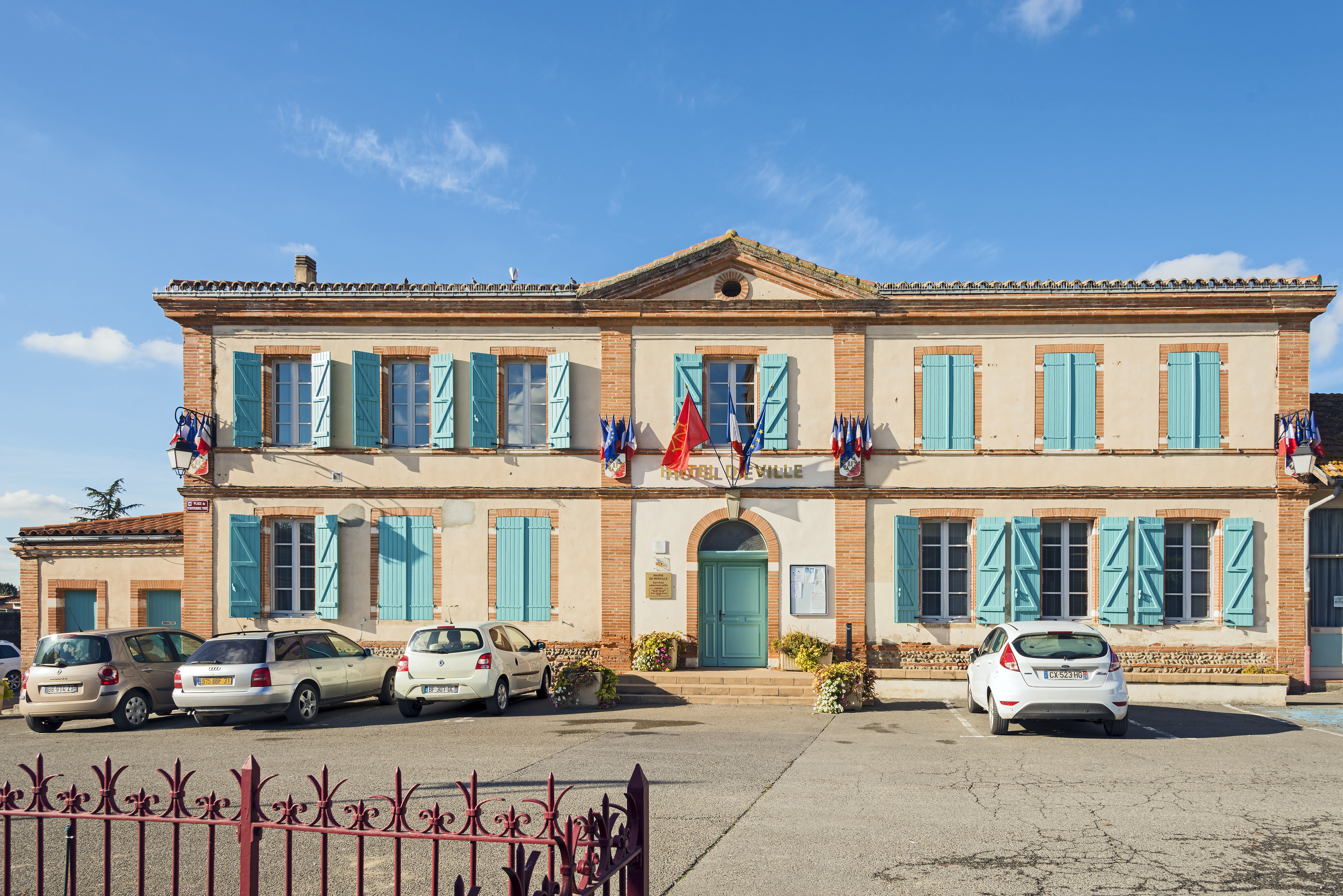
L'hôtel de ville.

### Administration municipale
Le nombre d'habitants au recensement de 2017 étant compris entre 5 000 habitants et 9 999 habitants, le nombre de membres du conseil municipal pour l'élection de 2020 est de vingt-neuf,.

### Rattachements administratifs et électoraux
Commune faisant partie de la cinquième circonscription de la Haute-Garonne, de la communauté de communes des Hauts Tolosans et du canton de Léguevin (avant le redécoupage départemental de 2014, Merville faisait partie de l'ex-canton de Grenade) et avant le 1er janvier 2017 de la communauté de communes de Save et Garonne.

### Tendances politiques et résultats
Les Mervillois sont assez fidèles à leur administration communale : en 224 ans, seulement 18 maires se sont succédé, soit une moyenne de 12,4 ans par mandat.

### Jumelages
- Bergantino (Italie) en Vénétie[47].

## Démographie
| 1793  | 1800 | 1806 | 1821  | 1831  | 1836  | 1841  | 1846  | 1851  |
| ----- | ---- | ---- | ----- | ----- | ----- | ----- | ----- | ----- |
| 1 125 | 776  | 991  | 1 106 | 1 117 | 1 215 | 1 198 | 1 287 | 1 237 |

| 1856  | 1861  | 1866  | 1872  | 1876  | 1881  | 1886  | 1891  | 1896  |
| ----- | ----- | ----- | ----- | ----- | ----- | ----- | ----- | ----- |
| 1 282 | 1 285 | 1 241 | 1 190 | 1 181 | 1 213 | 1 134 | 1 136 | 1 081 |

| 1901  | 1906  | 1911 | 1921 | 1926 | 1931 | 1936 | 1946 | 1954 |
| ----- | ----- | ---- | ---- | ---- | ---- | ---- | ---- | ---- |
| 1 070 | 1 047 | 995  | 865  | 873  | 867  | 873  | 872  | 949  |

| 1962 | 1968  | 1975  | 1982  | 1990  | 1999  | 2006  | 2011  | 2016  |
| ---- | ----- | ----- | ----- | ----- | ----- | ----- | ----- | ----- |
| 914  | 1 053 | 1 365 | 1 929 | 2 289 | 2 796 | 3 707 | 4 864 | 5 367 |

| 2021  | 2022  | - | - | - | - | - | - | - |
| ----- | ----- | - | - | - | - | - | - | - |
| 6 440 | 6 640 | - | - | - | - | - | - | - |

| selon la population municipale des années : | 1968 | 1975 | 1982 | 1990 | 1999 | 2006 | 2009 | 2013 |
| Rang de la commune dans le département      | 63   | 66   | 58   | 58   | 57   | 49   | 44   | 46   |
| Nombre de communes du département           | 592  | 582  | 586  | 588  | 588  | 588  | 589  | 589  |

## Économie

### Revenus
En 2018  (données Insee publiées en septembre 2021), la commune compte 2 361 ménages fiscaux, regroupant 6 138 personnes. La médiane du revenu disponible par unité de consommation est de 23 540 € (23 140 € dans le département). 59 % des ménages fiscaux sont imposés (55,3 % dans le département).

### Emploi
|                | 2008  | 2013  | 2018  |
| -------------- | ----- | ----- | ----- |
| Commune        | 5,1 % | 6,6 % | 8,6 % |
| Département    | 7,7 % | 9,6 % | 9,3 % |
| France entière | 8,3 % | 10 %  | 10 %  |

En 2018, la population âgée de 15 à 64 ans s'élève à 3 800 personnes, parmi lesquelles on compte 80,9 % d'actifs (72,3 % ayant un emploi et 8,6 % de chômeurs) et 19,1 % d'inactifs,. Depuis 2008, le taux de chômage communal (au sens du recensement) des 15-64 ans est inférieur à celui de la France et du département.
La commune fait partie de la couronne de l'aire d'attraction de Toulouse, du fait qu'au moins 15 % des actifs travaillent dans le pôle,. Elle compte 1 174 emplois en 2018, contre 972 en 2013 et 948 en 2008. Le nombre d'actifs ayant un emploi résidant dans la commune est de 2 776, soit un indicateur de concentration d'emploi de 42,3 % et un taux d'activité parmi les 15 ans ou plus de 69,2 %.
Sur ces 2 776 actifs de 15 ans ou plus ayant un emploi, 479 travaillent dans la commune, soit 17 % des habitants. Pour se rendre au travail, 91,5 % des habitants utilisent un véhicule personnel ou de fonction à quatre roues, 2,1 % les transports en commun, 3,6 % s'y rendent en deux-roues, à vélo ou à pied et 2,9 % n'ont pas besoin de transport (travail au domicile).

### Activités hors agriculture

#### Secteurs d'activités
419 établissements sont implantés  à Merville au 31 décembre 2019. Le tableau ci-dessous en détaille le nombre par secteur d'activité et compare les ratios avec ceux du département,.
| Secteur d'activité                                                                                        | Commune | Commune | Département |
| Secteur d'activité                                                                                        | Nombre  | %       | %           |
| --- | ------- | ------- | ----------- |
| Ensemble                                                                                                  | 419     | 100 %   | (100 %)     |
| Industrie manufacturière, industries extractives et autres                                                | 26      | 6,2 %   | (5,7 %)     |
| Construction                                                                                              | 73      | 17,4 %  | (12 %)      |
| Commerce de gros et de détail, transports, hébergement et restauration                                    | 98      | 23,4 %  | (25,9 %)    |
| Information et communication                                                                              | 9       | 2,1 %   | (4,1 %)     |
| Activités financières et d'assurance                                                                      | 10      | 2,4 %   | (3,8 %)     |
| Activités immobilières                                                                                    | 15      | 3,6 %   | (4,2 %)     |
| Activités spécialisées, scientifiques et techniques et activités de services administratifs et de soutien | 79      | 18,9 %  | (19,8 %)    |
| Administration publique, enseignement, santé humaine et action sociale                                    | 69      | 16,5 %  | (16,6 %)    |
| Autres activités de services                                                                              | 40      | 9,5 %   | (7,9 %)     |

Le secteur du commerce de gros et de détail, des transports, de l'hébergement et de la restauration est prépondérant sur la commune puisqu'il représente 23,4 % du nombre total d'établissements de la commune (98 sur les 419 entreprises implantées  à Merville), contre 25,9 % au niveau départemental.

#### Entreprises et commerces
Les cinq entreprises ayant leur siège social sur le territoire communal qui génèrent le plus de chiffre d'affaires en 2020 sont : 
- Sud Aero, mécanique industrielle (9 149 k€)
- Techni Moules, fabrication de moules et modèles (5 573 k€)
- Societe Industrielle D'exploitation Beton Arme - Sieba, fabrication d'éléments en béton pour la construction (5 240 k€)
- Navocap, ingénierie, études techniques (4 926 k€)
- Depannages 31, réparation de machines et équipements mécaniques (3 019 k€)
- Bégué Charpente, entreprise de charpente. Philippe Bégué, Compagnon du Devoir.

L'agriculture basée sur la culture de céréales (maïs, blé…) a encore une place importante mais tend à disparaître en faveur de zones résidentielles liées à la proximité de l'agglomération toulousaine.

### Agriculture
La commune est dans « les Vallées », une petite région agricole consacrée à la polyculture sur les plaines et terrasses alluviales qui s’étendent de part et d’autre des sillons marqués par la Garonne et l’Ariège. En 2020, l'orientation technico-économique de l'agriculture  sur la commune est la polyculture et/ou le polyélevage.
|               | 1988  | 2000  | 2010  | 2020  |
| ------------- | ----- | ----- | ----- | ----- |
| Exploitations | 73    | 49    | 46    | 37    |
| SAU (ha)      | 1 943 | 1 674 | 1 550 | 1 479 |

Le nombre d'exploitations agricoles en activité et ayant leur siège dans la commune est passé de 73 lors du recensement agricole de 1988  à 49 en 2000 puis à 46 en 2010 et enfin à 37 en 2020, soit une baisse de 49 % en 32 ans. Le même mouvement est observé à l'échelle du département qui a perdu pendant cette période 57 % de ses exploitations,. La surface agricole utilisée sur la commune a également diminué, passant de 1 943 ha en 1988 à 1 479 ha en 2020. Parallèlement la surface agricole utilisée moyenne par exploitation a augmenté, passant de 27 à 40 ha.

## Culture locale et patrimoine

### Château de Merville
Château du XVIIIe siècle, classé au titre des monuments historiques. Labyrinthe XVIIIe siècle classé Parcs et Jardins Remarquables.

### Église Saint-Saturnin
La première pierre de l’église de Merville fut posée en 1825 et l’église fut inaugurée en 1830. Elle a remplacé l’ancienne église située dans la cour du château et détruite par un incendie en 1807. Elle est placée sous la protection de Saint Saturnin ou Sernin, évêque de Toulouse martyrisé en 250. L’église, de style néo-classique, présente une façade de brique foraine ornée d’un fronton triangulaire et coiffée d’un clocher-mur percé de trois baies. Le blason aux armes des Montlezun-Saint-Lary, daté 1705-1741, provient de l’Abbaye Notre-Dame de la Capelle, située en bord de Garonne, qui disparut à la Révolution. La nef unique de l’église est encadrée par quatre chapelles et elle présente un chevet plat. Son décor peint fut réalisé en 1840 par François et Jean-Antoine Pedoya, une fratrie d’artistes d’origine italienne. Il est composé de trompe-l’œil et de grisailles, notamment la rosace placée au-dessus de l’autel. Au sommet des murs sont représentés douze médaillons avec saint Pierre et saint Paul, six apôtres et les quatre évangélistes. Le chœur est encadré de stalles de bois sculptées et il est fermé par une grille de communion. Le maître-autel, fait de marbres précieux, est surmonté d’une descente de croix.

### Pigeonniers
De nombreux pigeonniers furent construits à Merville, ils présentent une grande variété architecturale. Disparu aujourd'hui, l’élevage des pigeons était autrefois une source de revenus, grâce à la chair très fine du pigeon et grâce à la colombine, fiente du pigeon, utilisée comme engrais. Le type de pigeonnier le plus répandu a une toiture d’une seule pente, interrompue par un ressaut, où se trouvent les trous d’envol percés dans une planche de bois. Son profil caractéristique lui a valu le surnom de pied-de- mulet. À l’intérieur, les murs étaient tapissés de nids, appelés boulins, fabriqués en osier ou en briquettes. Un pigeonnier de dimension moyenne contenait 80 à 100 boulins. Beaucoup de soin était donné à ces constructions car elles affichaient aussi l’aisance financière de leur propriétaire. C’est le cas de l’ancien pigeonnier du Château de Merville visible depuis la rue du 8 mai 1945.

### Le Ramier de Bigorre
Situé dans un méandre de la Garonne, la Ramier de Bigorre est un espace naturel protégé d’environ 70 hectares, abritant une faune et une flore riche et variée. Ce milieu préservé où la forêt est l’élément essentiel du site, regorge d’une végétation luxuriante. Il n’est pas rare d’apercevoir des hérons, des écureuils ou encore des milans noirs s’accommodant à cet endroit paisible avec une grande facilité. Le site est géré par l’association Nature Midi-Pyrénées qui a aménagé le site avec un chemin balisé et des panneaux d’information.

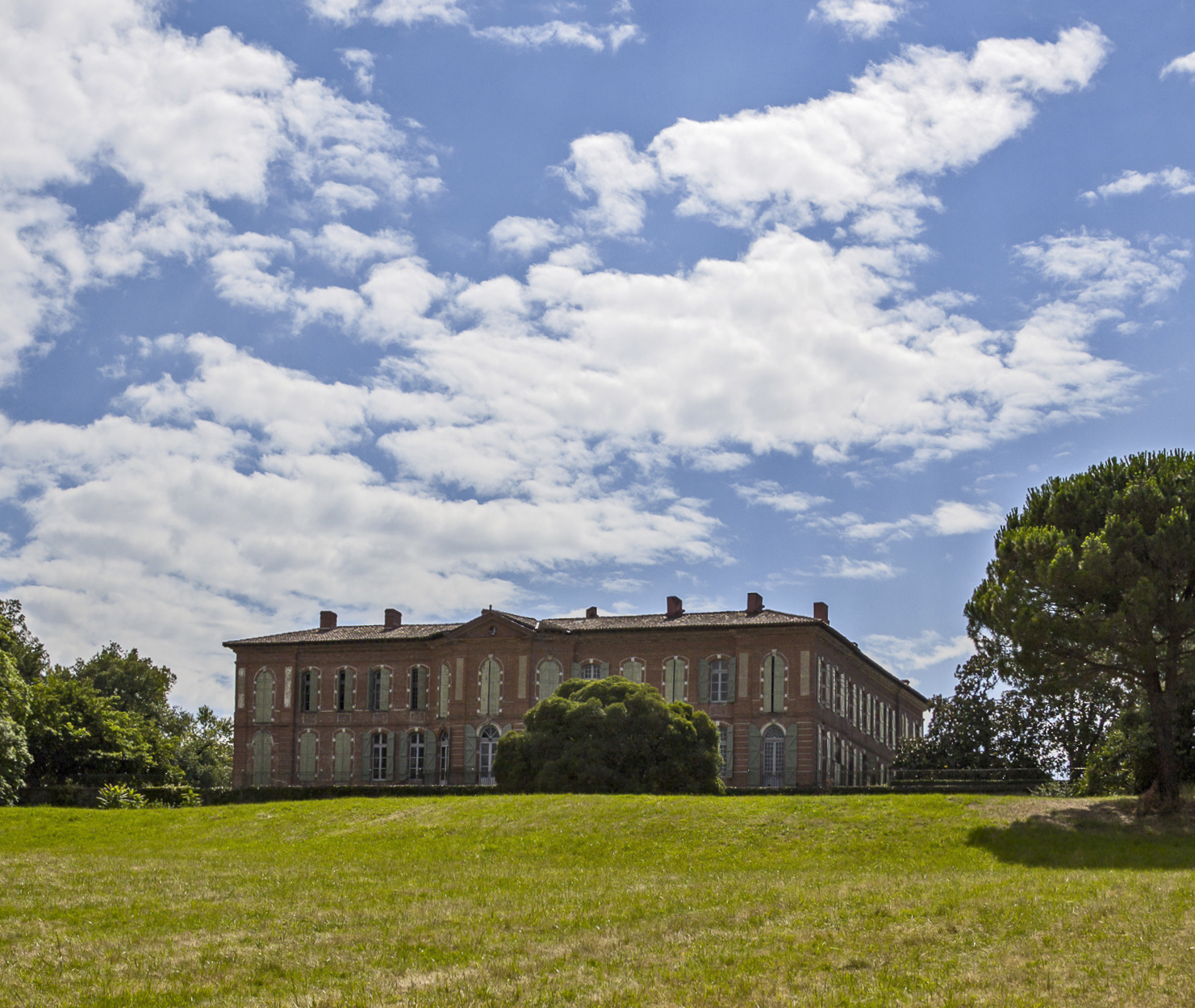
Chateau de Merville
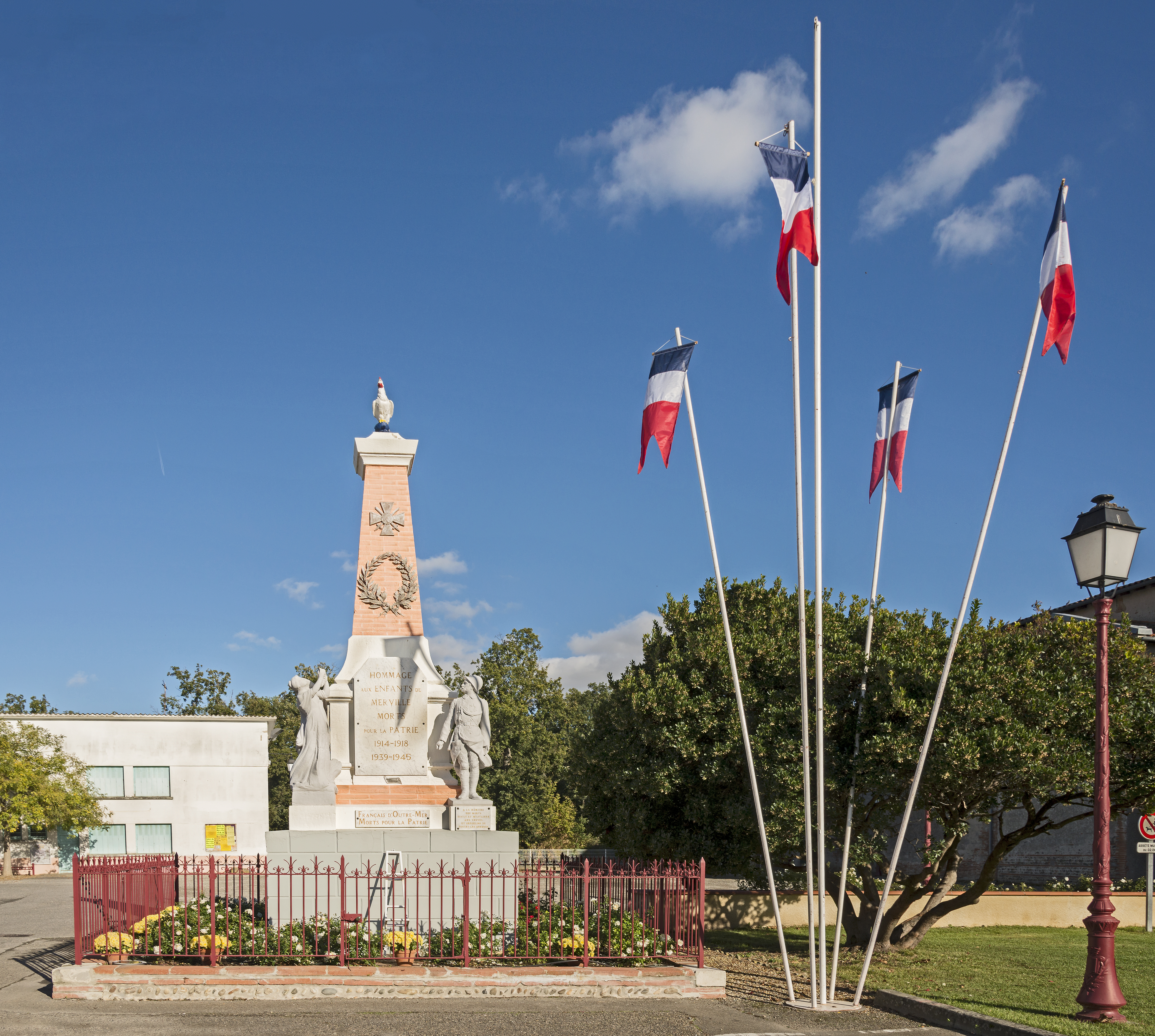
Le monument aux morts
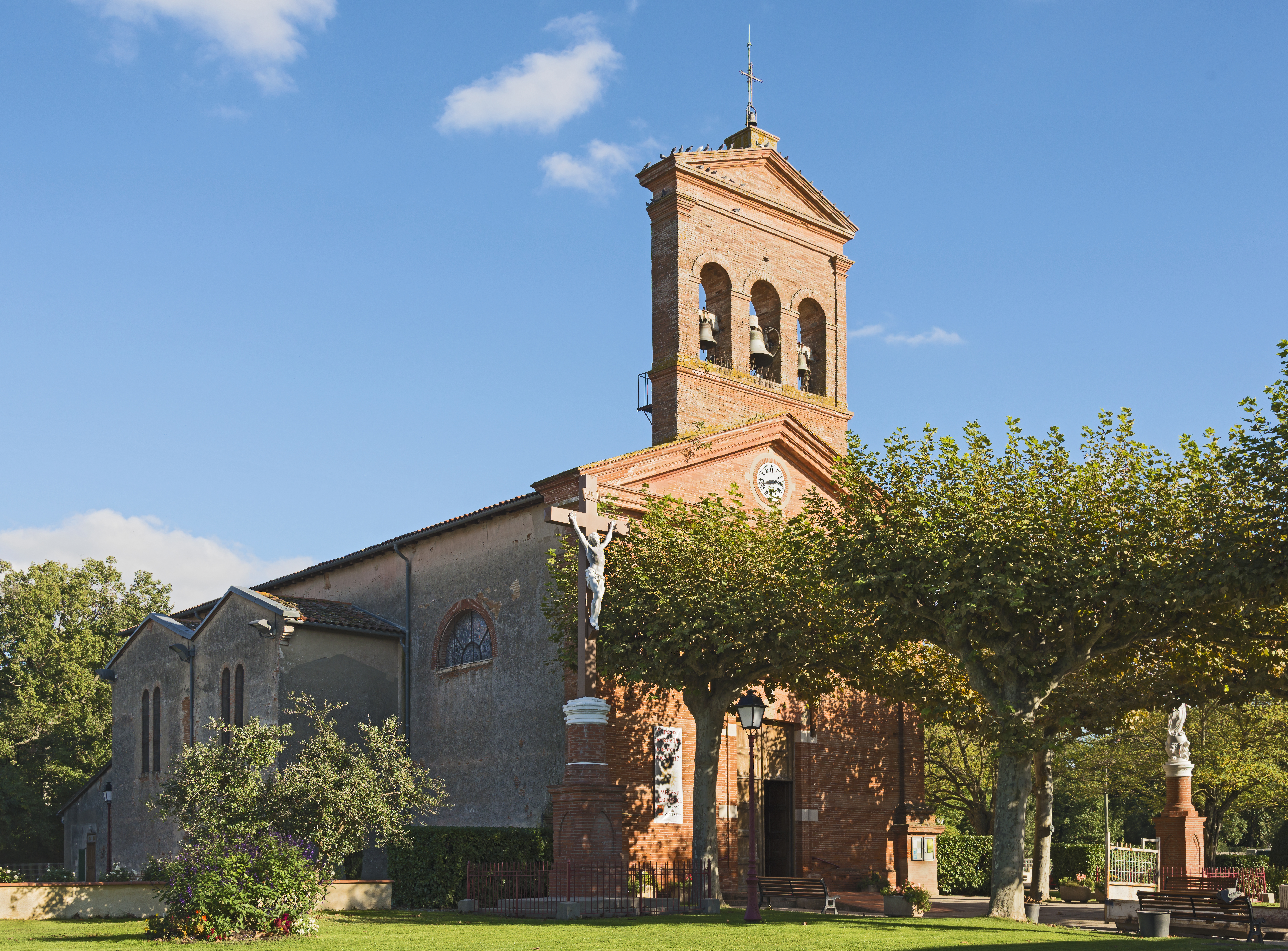
L'église Saint-Saturnin
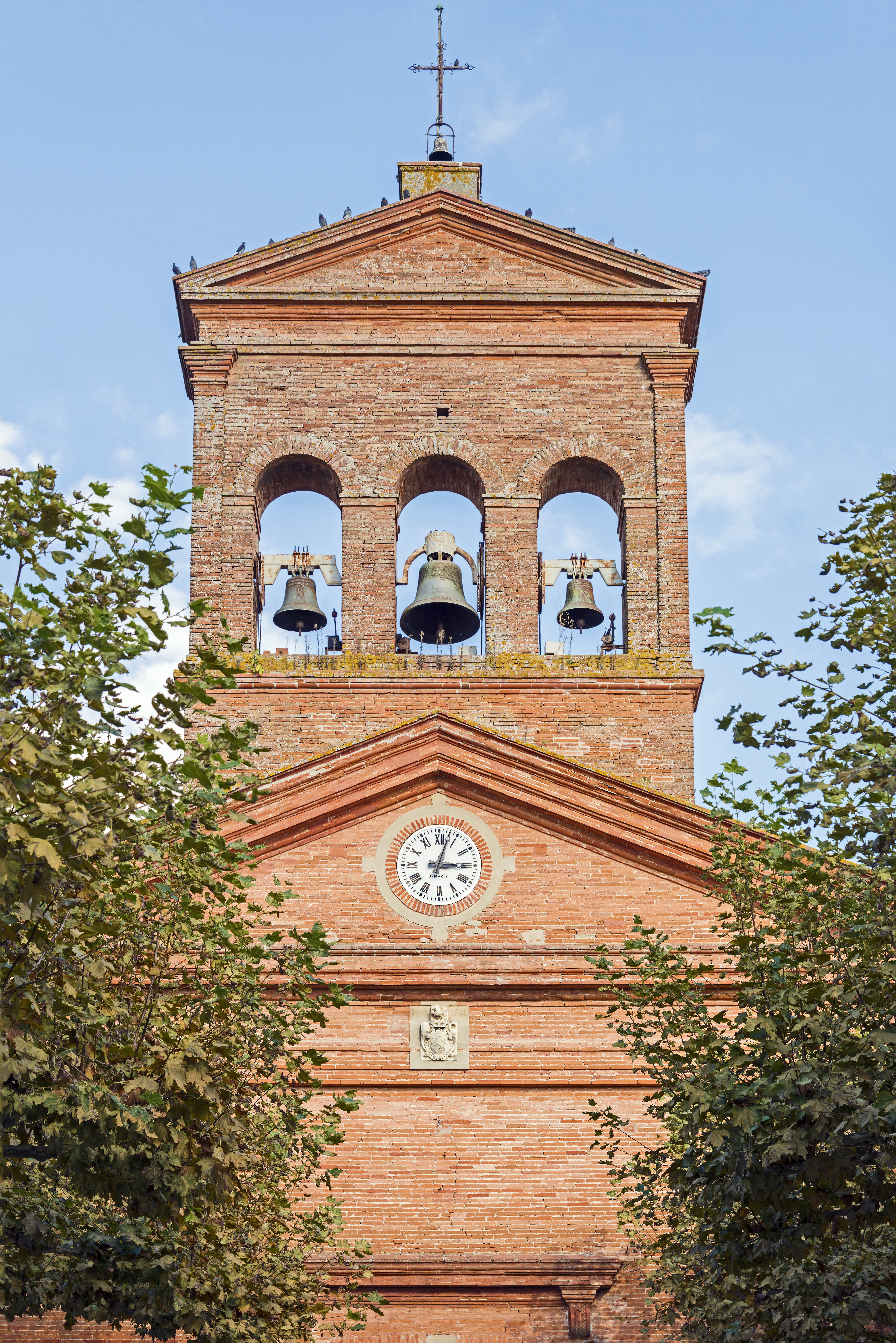
Clocher-mur
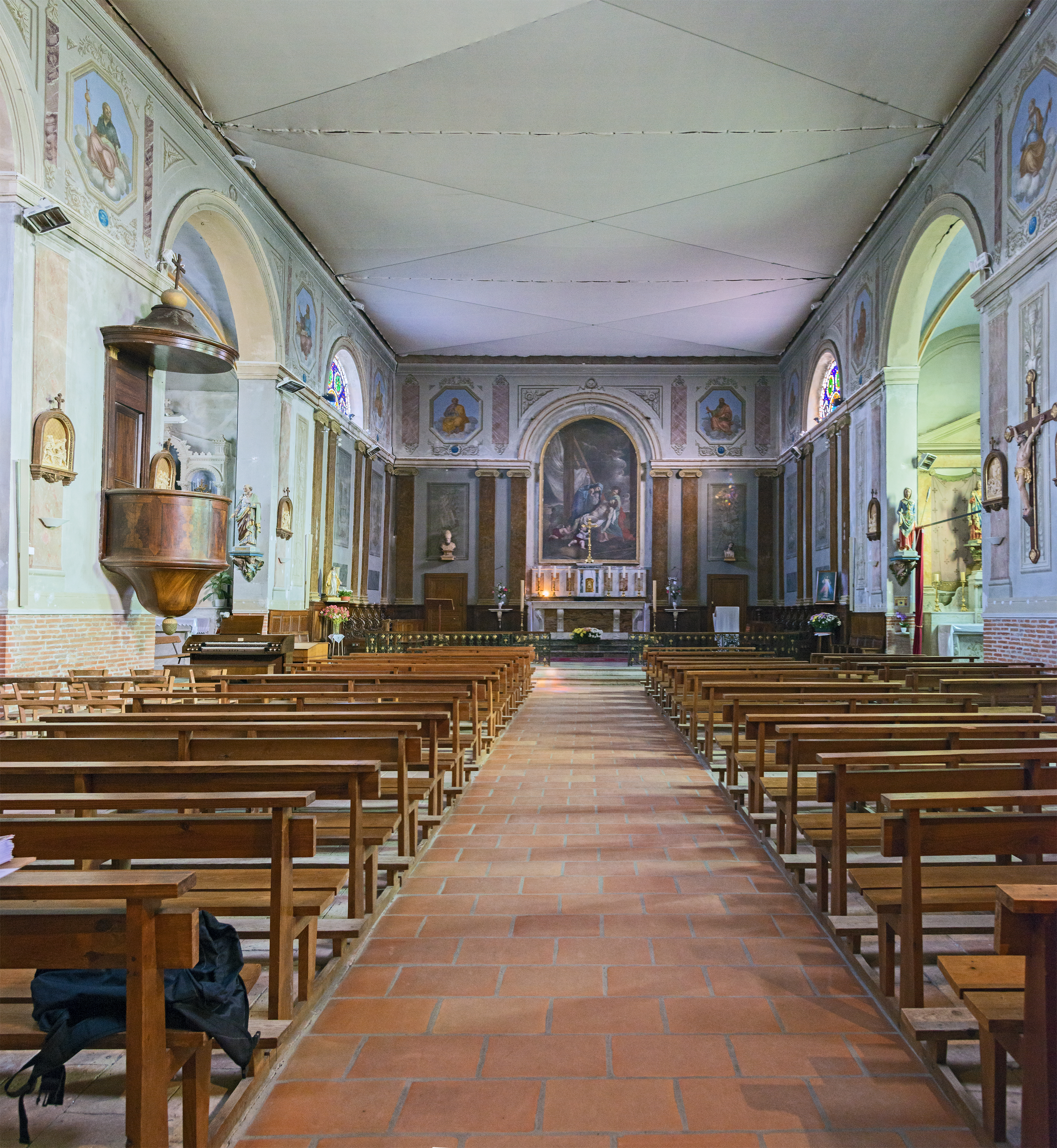
La nef
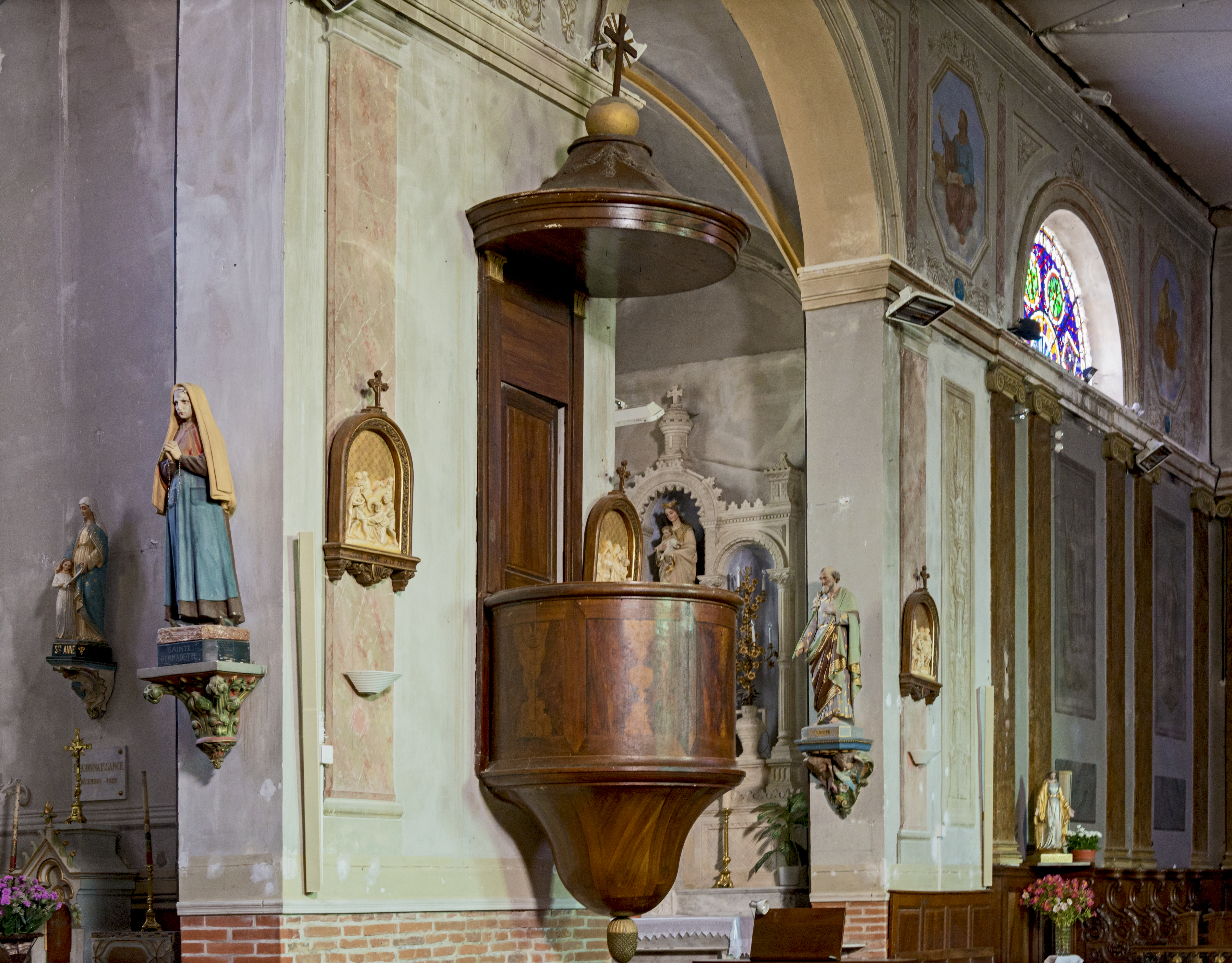
La chaire
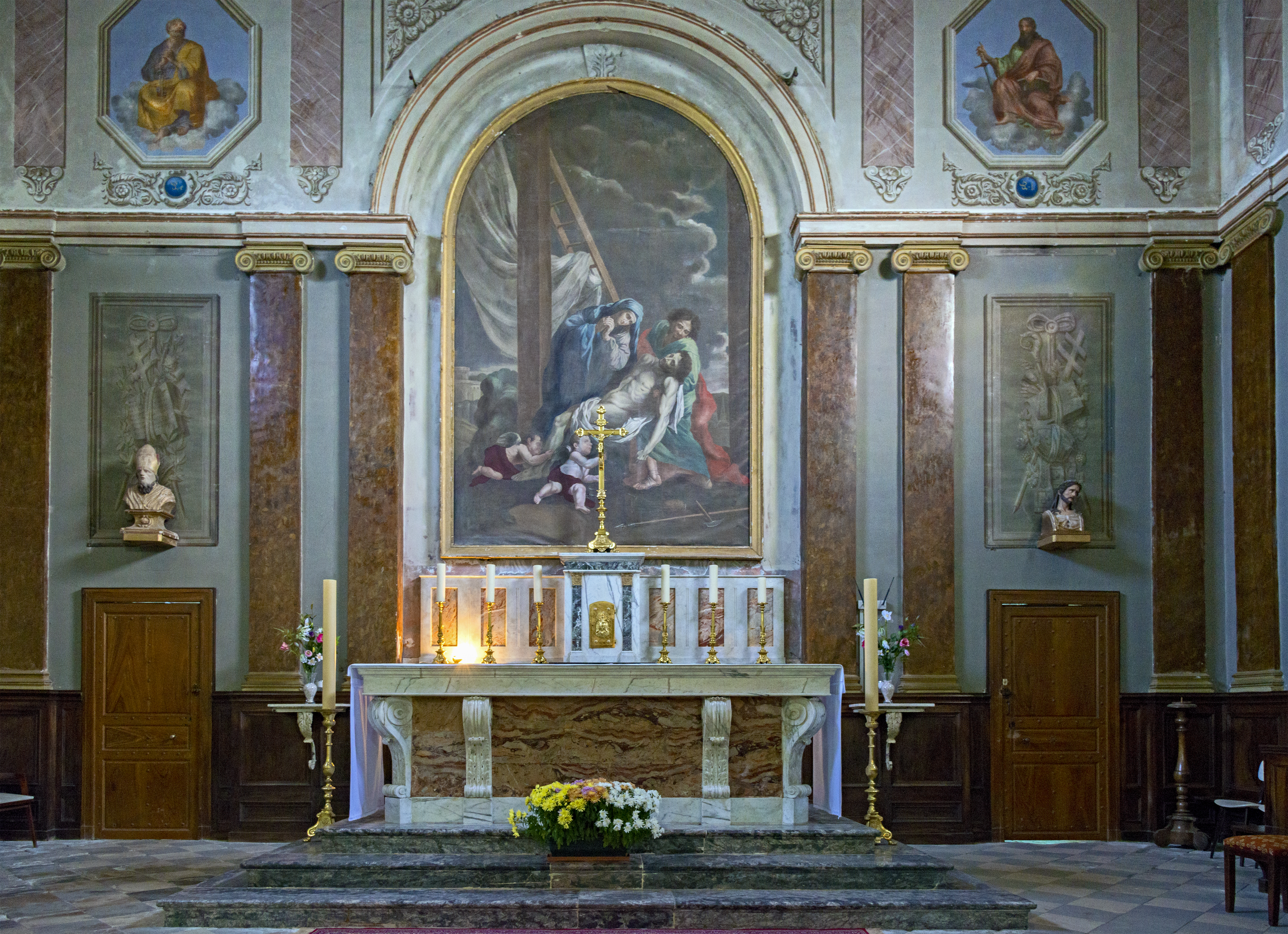
L'autel
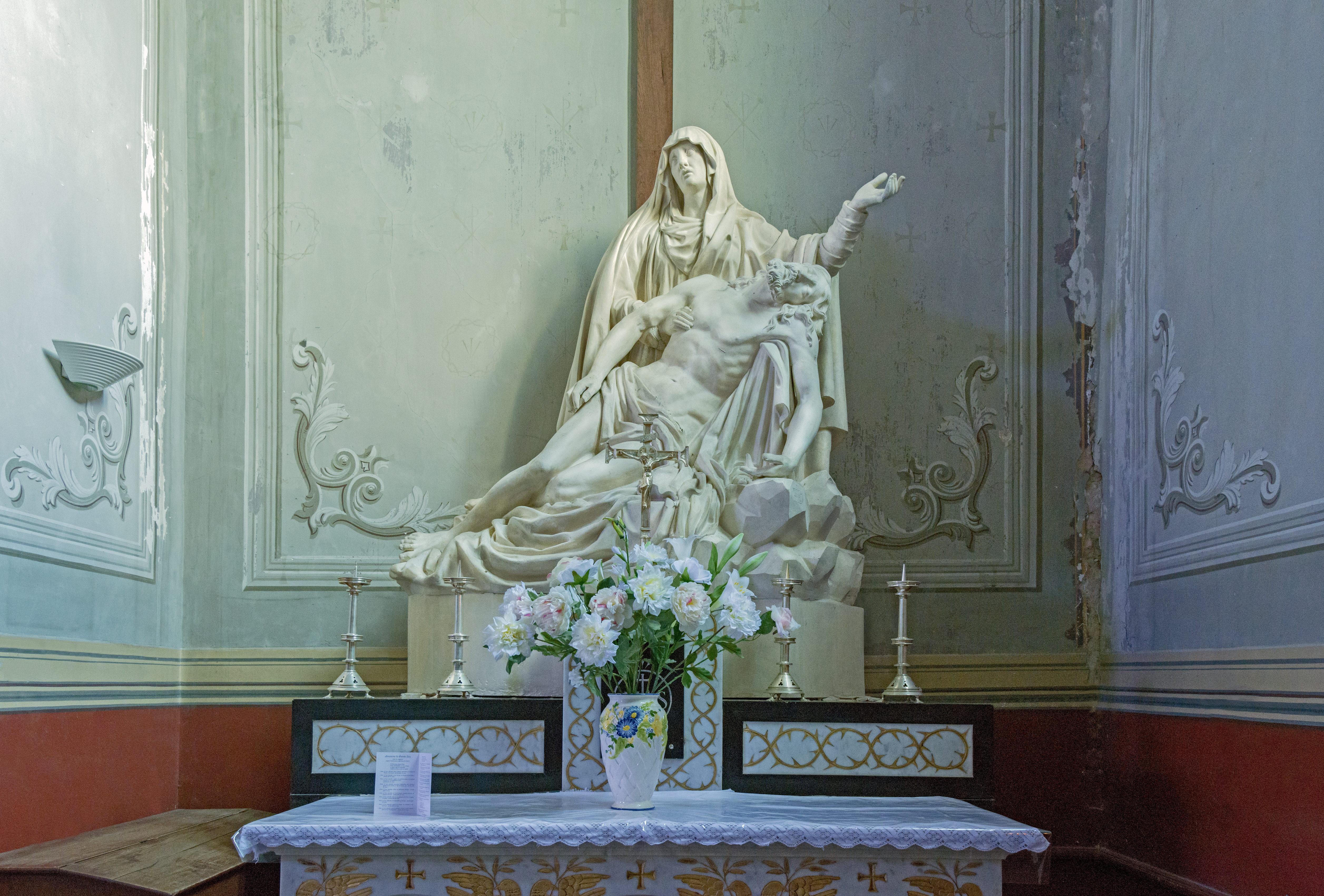
Chapelle de la Vierge de Pitié

### Personnalités liées à la commune
- Jean-Pierre Castillon, né à Merville, en 1828.
- Émile Pouvillon, (1840-1906) écrivain issu d'une famille mervilloise.
- Luis Cazorro a fait partie du FC Merville.
- Jean François de Chalvet de Rochemonteix.
- Colette Bégué[62] (1941) adjointe au maire de la commune, chevalier dans l'Ordre National du Mérite.
- Roger Viel joueur de rugby à XV mort sur la commune.
- Ponce Alexis de La Feuille

## Vie pratique

### Enseignement
Merville fait partie de l'académie de Toulouse.
Groupe scolaire Georges Brassens école maternelle et l'école élémentaire.
Depuis le 7 novembre 2022, 2ème groupe scolaire : l'école des Tournesols (élémentaires et maternelles

### Culture
Amalgam (Association danse respect et citoyenneté), foyer rural.

### Activités sportives
Merville est un village dynamique ayant de multiples clubs et associations sportives, en voici une liste non exhaustive:
FC Merville club de football, Merville tennis club, Merville handball club, Top Forme Club Gymnastique, la pétanque merviloise, Equi Libre, randonnée pédestre (Randonnées, Culture & Loisirs de Merville (ARCLM)),

#### Autre
Aéromodélisme club et terrain,

### Écologie et recyclage
La collecte et le traitement des déchets des ménages et des déchets assimilés ainsi que la protection et la mise en valeur de l'environnement se font dans le cadre de la communauté de communes de Save et Garonne.

## Pour approfondir